# 破れ、砕け、壊て
『破れ、砕け、壊て』（やぶれ、くだけ、こぼて、Zerreißet, zersprenget, zertrümmert）BWV205は、ヨハン・ゼバスティアン・バッハが作曲した世俗カンタータの一つ。通称は「鎮まれるアイオロス(Der zufriedengestellte Aeolus)」。1725年8月3日、ライプツィヒ大学の人気講師アウグスト・フリードリヒ・ミュラーの命名日祝賀会で初演した。全15曲からなり、ギリシャ神話を題材にした劇的なオペラ的作品で、比較的演奏機会に恵まれている。

## 概要
自筆の総譜で伝承されている。ミュラー博士は1731年に教授に昇進、さらには1733年度と1743年度の学長となる人気講師で、哲学を専門としていた。製作の経緯は不明であるが、学生や大学からの働きかけがあったと考えられる。
台本作者はピカンダー。現存する声楽曲の中では、ピカンダーと組んだ最古の作品である。ピカンダーが得意とする登場人物の対話が、早速レチタティーヴォで楽しめる。風の精が封印された洞窟を開き、地上すべてを破壊しようともくろむ風神の王アイオロスに対して、神々が説得を試みるストーリー展開になっている。アイオロスはバス。彼を説得するのは西風の精ゼビュロス(テノール)と果実の女神ポモナ(アルト)、そして学術と法の女神としてピカンダーの台本によく出るパラス(=アテナ、ソプラノ)である。
器楽はトランペット3本とホルン2本、ティンパニ、オーボエ2本(オーボエ・ダ・モーレ持ち替え)、フルート2本、ヴィオラ・ダ・モーレ・ヴィオラ・ダ・ガンバ・弦楽器、通奏低音というカンタータでは最大の編成。特に、ラッパ奏者が掛け持ちで吹いているトランペットとホルンを同時に用い(つまりラッパ吹き5名が必要)、演奏者が少ないフルートや楽器そのものが少ないヴィオラ・ダ・モーレを用いるなど、贅沢な編成が特徴である。これはミュラー邸前での屋外演奏を想定したものと推測されている。
この205番を原曲として、9年後にザクセン選帝侯フリードリヒ・アウグスト2世の誕生日を祝う『敵どもよ、騒ぎ立て』(Blast Lämmen, in Feinde!)BWV205aを改作した。こちらは音楽が伝承されず、歌詞のみが現存する。レチタティーヴォを含めた12曲が転用されたことが判明している。

### 第1曲合唱『破れ、砕け、壊て』(Zerreißet, zersprenget, zertrümmert)
合唱・トランペット3・ティンパニ・ホルン2・オーボエ2・フルート2・弦楽器・通奏低音、ニ長調、3/4拍子
205a番の第1曲に転用された、封印を解こうと洞窟の中で暴れ騒ぐ風の精たちのダ・カーポの合唱。伴奏はフルートとオーボエの主旋律リレーに、トランペットが絡む。さらにホルンも合いの手を入れ、管楽器が総動員される。ソプラノのメリスマに下三声のホモフォニーで風の精たちの怒号が始まる。ホモフォニーの掛け声が終わると、今度はパートごとに突破を試みる。短い間奏をはさんで中間部へ。天地を破壊する予告を叫ぶ風の精だが、バッハには珍しくフーガを用いず、シラブルの枠組みは動かさずに枠内のリズムパターンを崩すことで躍動感を出している。伴奏はオーボエとホルンを中心とし、フルートとトランペットが脇に回る。

### 第2曲 レチタティーヴォ『然り、時は来たりぬ』(Ja! Ja! Die Stunden sind nunmehro nah)
アイオロス・トランペット3・ティンパニ・ホルン2・オーボエ2・フルート2・弦楽器・通奏低音
205a番の第2曲に転用されたレチタティーヴォで、全楽器を総動員したアコンパニヤートでアイオロスが登場する。その規模はザクセン選帝侯表敬カンタータの214番や215番すらしのぐ。風の精に解放を予告する語りでは和音を重ねるだけだが、破壊活動を想像する場面からは伴奏も自由に流れ出す。戦慄する弦楽器、上昇走句で高ぶるフルート、歓喜のリズムで躍動するトランペットと、奔放に暴れ回る。天地を脅かし、恐怖する星たちを予想すると、星々の心象に音楽が移り、静かなフルートに乗せて語り終える。

### 第3曲アリア『いかに楽しく笑うや』(Wie will ich lustig lachen)
アイオロス・オーボエ・弦楽器・通奏低音、イ長調、4/4拍子
205a番の第3曲に転用されたアリアで、オーボエと第1ヴァイオリンのユニゾンで長い前奏が始まる。前奏の末尾が全楽器のユニゾンになっているのが特徴である。世の全てを吹き飛ばせると豪語するアイオロスの哄笑。全節を3回反復する形式で、哄笑の(lachen)は、音価211の「喜びのモティーフ」と音価112の「戦慄のモティーフ」の2種類で何度も反復される。バックでは伴奏が目まぐるしい走句で破壊される万物の様子を表している。

### 第4曲 レチタティーヴォ『畏れ多きアイオロスよ』(Gefürchter Aeolus)
ゼビュロス・通奏低音
しかし風の精でありながら、ゼビュロスは悲壮な旋律で総攻撃の延期を懇願する。伴奏の通奏低音の間隔が長く、微風であるゼビュロスの穏やかで心もとない性質を表現している。これも205a番の第4曲に転用された。

### 第5曲 アリア『涼しき木陰、わが喜び』 (Frische Schatten, meine Freude)
ゼビュロス・「ヴィオラ・ダ・モーレ」・「ヴィオラ・ダ・ガンバ」通奏低音、ロ短調、3/8拍子
ヴィオラ・ダ・モーレとヴィオラ・ダ・ガンバを用いた柔らかな嘆きの歌。メヌエットのリズムで住み慣れた木陰との別離を歌う。頻繁にはさまれるパウゼや半音階で悲しみを露にする。詩を反復する際はさらに劇的な音楽が施され、木陰との交流を回想するメリスマや見送りを求める反復など、名残惜しさを全面に押し出した曲になっている。これも205a番の第5曲に転用された。

### 第6曲 レチタティーヴォ『汝の訴えに心揺らぐ』(Beinahe wirst du mich bewegen)
アイオロス・通奏低音
さしものアイオロスも、ゼビュロスの嘆きに心が鈍る。ふと見るとポモナとパラスが相談していることに気がついた。特にパラスの助言を仰ぐべく、アイオロスは二人に近寄る。これもまた205a番の第6曲に転用された。

### 第7曲 アリア『この赤き頬は』(Können nicht die roten Wangen)
ポモナ・「オーボエ・ダ・モーレ」・通奏低音、嬰ヘ短調、4/4拍子
オーボエ・ダ・モーレのふくよかな音色に彩られたポモナの歌。ゼビュロスが好んだ枝に実った果実をアイオロスに差し出して説得する。ポモナが自信作を誇る序盤は柔らかな旋律をなぞっていくが、アイオロスが折れなければ確実に起きる最悪の事態を想像すると、半音階下降の「悲しみのモティーフ」とスラーつきの「溜め息のモティーフ」の合成旋律に転じる。これも205a番の第7曲の原曲である。

### 第8曲 レチタティーヴォ『怒れるアイオロスよ』(So willst du, grimm'ger Aeolus)
パラス・ポモナ・通奏低音
ポモナの説得も不調に終わり、怒りも込められた不協和音で断念する。それを受けてパラスが説得を約束する。行末はポモナとパラスの二重唱となっている。この朗誦は205a番に転用されていない。

### 第9曲 アリア『好ましきゼビュロスよ』(Angenehmer Zephyrus)
パラス・ヴァイオリン・通奏低音、ホ長調、12/8拍子
ゼビュロスを代弁するパラスのアリア。ゼビュロスの本来の姿を象徴する躍動的なヴァイオリン・ソロを伴奏に従える。詩の構造は単純で、ゼビュロスへの励ましを前段に置き、その励ましをアイオロスに言わしめようとする後段に分かれる。この曲は205a番第8曲のみならず、新年用の教会カンタータ171番第4曲にも転用されている。ただし同じピカンダーの台本ながら、詩の形式までは踏襲していない。

### 第10曲 レチタティーヴォ『わがアイオロスよ』(Mein Aeolus)
パラス・アイオロス・フルート2・通奏低音
パラスとアイオロスの直接対決。この日のために用意した祭を妨げぬよう穏やかに願い出るパラスに、アイオロスは憤然と反論する。怒りに任せて罵詈雑言をぶつける朗誦の間、通奏低音も沈黙する。だがパラスが種明かしを始めると、フルートが穏やかに鳴り始める。アウグストの賞賛の宴であることがパラスの口から発せられると、アイオロスはそれを反復する。交互に交し合った祝宴の内容がすべて出揃ったところで、アイオロスは全文を反復して納得する。そして撤退を確約し、鎮まりつつ語りを終える。これも205a番の第9曲に転用された。

### 第11曲 アリア『退け、退け、風どもよ』(Zurücke, zurücke, geflügelten Winde)
アイオロス・トランペット3・ティンパニ・ホルン2・通奏低音、ニ長調、3/8拍子
金管のみの伴奏からなる勇壮なアイオロスの退場曲。ダ・カーポ形式で、両端部では風の精たちへの撤兵命令となる。反復する「退け」(zurücke)、「鎮まれ」(besänftiget)の同音保持など音形モティーフが頻繁に現れる。中間部では駄々をこねる風の精に配慮して、穏やかに吹くことは許すくだりである。トランペットが支配する前奏と打って変わり、間奏はホルンが主導する。これも205a番の第10曲に転用。

### 第12曲 レチタティーヴォ『いかに嬉しきかな』(Was Lust!)
パラス・ポモナ・ゼビュロス・通奏低音
アイオロスが去ったのち、三柱の神々は祝宴の用意を話し合う。前半は活発な伴奏をともなうアリオーソとなっており、祝宴を開く喜びを神々が口々に歌い、やがて三重唱となる。後段は穏やかなセッコとなり、ゼビュロスはそよ風を、ポモナは果実を、パラスは宴席をしつらえることを話し合う。終結は同席するゼビュロスとポモナの二重唱となっている。これは205a番から外されている。

### 第13曲 二重唱『大枝も小枝も』(Zweig und Aeste)
ポモナ・ゼビュロス・フルート2・通奏低音、ト長調、3/4拍子
フルート2本がユニゾンで軽快な伴奏を作る。ゼビュロスとポモナの仲睦まじさを暗示するオーケストレーションである。伴奏のカデンツでは華麗なロンバルディアリズムが刻まれる。ポモナの贈り物に続き、ゼビュロスの贈り物が明らかにされる前半と、両者が絡み合う二重唱からなる後半に分かれる。枝に戯れるそよ風そのもののように、ポモナが主旋律を取り、ゼビュロスが飾り立てる。これも205a番第11曲の原曲。

### 第14曲 レチタティーヴォ『然り、然り、われ汝らを祝典に迎えん』(Ja! Ja! Ich lad euch selbst zu dieser Feier ein)
パラス・通奏低音
パラスから人々への招待。祝宴の会場をミューズの住まうヘリコン山になぞらえているため、学芸の志を高めること＝ヘリコン山に登ることを象徴するように、上昇音形を多用する。会場へ誘う「急げ」(Lasset)に当てられた上昇音は最高音に達する。行末は華やかなアリオーソ。これは205a番の原曲から外されている。

### 第15曲 アリア「万歳アウグスト、アウグスト万歳』(Vivat August, August vivat)
合唱・トランペット3・ティンパニ・ホルン2・オーボエ2・フルート2・弦楽器・通奏低音、ニ長調、2/2拍子
勇壮な長い前奏に続き、参列者が一斉にミュラー博士を讃美するホモフォニーのパートに入る。前奏を模倣した間奏が入り、博士の研究と教育の発展を祈念するポリフォニー部に移る。再び間奏をはさんで讃美・間奏・祈念・間奏と続き、三度目の讃美パートの大合唱で曲を明るく締めくくる。もちろん205a番のフィナーレに転用されている。